# Alexander Fleming
Alexander Fleming (ur. 6 sierpnia 1881 w Lochfield koło Darvel w East Ayrshire, zm. 11 marca 1955 w Londynie) – szkocki bakteriolog i lekarz. Odkrywca lizozymu i penicyliny. Laureat Nagrody Nobla w dziedzinie medycyny.

## Życiorys
Uczęszczał do Louden Moor School, Darvel School i Kilmarnock Academy, a następnie podjął studia medyczne na Regent Street Polytechnic w Londynie (obecnie University of Westminster), po czym przez 4 lata pracował w biurze. Gdy został spadkobiercą dużego majątku po zmarłym wuju, za namową brata w 1901 r. podjął studia medyczne w St. Mary’s Medical School na Uniwersytecie Londyńskim. Początkowo zamierzał zająć się chirurgią, ale znajomi namówili go, by przyjął pracę w grupie badawczej Almrotha Wrighta, gdzie zainteresował się bakteriologią. W chwili wybuchu I wojny światowej w 1914 r. został członkiem Korpusu Medycznego Brytyjskiej Armii Królewskiej w randze kapitana. Tam zwrócił uwagę na dużą liczbę zgonów żołnierzy z powodu zakażeń. Kiedy skończyła się I wojna światowa, Fleming powrócił do pracy w St. Mary’s Medical School.
W 1922 r. odkrył, że w tkankach i wydzielinach ludzkiego ciała znajduje się substancja zdolna do rozpuszczania (lizy) niektórych bakterii. Ze względu na podobieństwo do enzymów nazwał ją lizozymem. Wyizolował też bakterię, która była wrażliwa na działanie lizozymu i nazwał ją Micrococcus lysodeikticus (później okazało się, że była to znana już wcześniej Micrococcus luteus), a została pobrana przez Fleminga prawdopodobnie z własnego nosa. Swoje odkrycie opisał w artykule w Proceedings of the Royal Society B: Biological Sciences. 
W 1928 r. badał nietypowe szczepy bakterii z rodzaju Staphylococcus. W lipcu pozostawił w laboratorium płytki zaszczepione tymi bakteriami i udał się na wakacje. Po powrocie, 3 września, razem z przyjacielem i wcześniejszym współpracownikiem, Danielem Prycem przeglądał uzyskane kolonie bakterii. Na jednej z nich zauważyli zakażenie pleśnią, wokół której był obszar czysty od bakterii. Pryce zwrócił uwagę, że przypomina to sytuację, gdy Fleming odkrył lizozym i nie przywiązał większej uwagi do zaobserwowanego zjawiska, natomiast Fleming podjął dalsze badania. W 1929 r. badacz wspomniał o swoim odkryciu na łamach British Journal of Experimental Pathology. Po kilku latach długotrwałych eksperymentów odkrył penicylinę G, która działa silnie bakteriobójczo, a łagodnie dla człowieka. Badania zostały jednak wstrzymane z powodu braku środków finansowych. W 1945 otrzymał Nagrodę Nobla w dziedzinie medycyny, razem z Howardem Floreyem i Ernstem Chainem, którzy zdołali wyizolować odkrytą przez niego substancję. 
Badacz przewidział, że penicylina stosowana w niewłaściwy sposób może w przyszłości wywoływać oporność na antybiotyki. 
Słynnym jego powiedzeniem było: „To natura wyprodukowała penicylinę, ja ją tylko odkryłem”. Resztę życia Fleming przepracował w Szpitalu Świętej Marii. W 1943 został wybrany członkiem Towarzystwa Królewskiego, rok później otrzymał tytuł szlachecki. W 1948 nadano mu tytuł Profesora Bakteriologii Uniwersytetu Londyńskiego.
Jego prochy złożono w Katedrze św. Pawła w Londynie.

## Odznaczenia

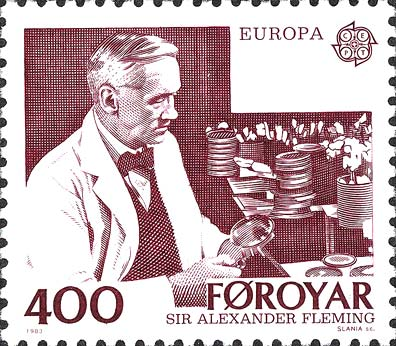
Znaczek pocztowy Wysp Owczych upamiętniający Alexandra Fleminga

Za swoje zasługi w rozwoju współczesnej medycyny Alexander Fleming został odznaczony licznymi odznaczeniami i orderami z wielu różnych państw:
- Odznaka Rycerza Kawalera[8]
- Medal za Zasługi (USA)[9]
- Krzyż Wielki Legii Honorowej (Francja)[9]
- Krzyż Wielki Orderu Feniksa (Grecja)[9]
- Krzyż Wielki Orderu Alfonsa X Mądrego (Hiszpania)[10]